# Amissétou Affo Djobo
Amissétou Affo Djobo est une femme politique béninoise.

## Biographie
Amissétou Affo Djobo est une femme politique du Bénin. Lors des élections législatives d'avril 2007, elle est élue sur la liste des Forces cauris pour un Bénin émergent, parti politique de l'ancien président béninois Boni Yayi.  Au cours de cette 5e législature, elle occupe le poste de secrétaire parlementaire,,. 